# Halil Dervişoğlu
Halil İbrahim Dervişoğlu (Rotterdam, 8 december 1999) is een Turks-Nederlands voetballer die als aanvaller speelt.

## Carrière
Halil Dervişoğlu speelde tot de C'tjes in de jeugd van Sparta AV, waarna hij de overstap maakte naar de professionele jeugdtak van Sparta Rotterdam. Vanaf het seizoen 2017/18 speelde hij voor Jong Sparta Rotterdam in de Tweede divisie. Hij debuteerde in het eerste elftal van Sparta Rotterdam op 10 mei 2018, in de met 1-2 gewonnen uitwedstrijd in de play-offs om promotie/degradatie tegen FC Dordrecht. Hij kwam in de 58e minuut in het veld voor Fred Friday.
Op 24 augustus 2018 scoorde hij voor het eerst in de Keuken Kampioen Divisie, meteen twee keer. In de met 0-2 gewonnen Play-off wedstrijd tegen De Graafschap scoorde Dervişoğlu het eerste doelpunt, waardoor Sparta promoveerde naar de Eredivisie. Per januari 2020 maakte Dervişoğlu de overstap naar het Engelse Brentford FC. Voor het seizoen 2020/21 werd hij verhuurd aan FC Twente maar hij keerde per januari 2021 weer terug naar Engeland. Vervolgens werd hij tot het einde van het seizoen verhuurd aan Galatasaray. Voor het seizoen 2021/22 werd hij alweer verhuurd aan Galatasaray. Begin 2023 vertrok hij naar Burnley FC. In de zomer van 2023 tekende hij een vierjarig contract bij Galatasaray.

## Interlandcarrière
Dervişoğlu kon kiezen voor zowel Turkije als Nederland vanwege zijn dubbele nationaliteit. Hij speelde bij de jeugdelftallen van Turkije en werd in 2021 opgeroepen voor de selectie voor EK 2020.
Hij scoorde op zijn debuut op 27 mei in een vriendschappelijke interland tegen Azerbeidzjan, ter voorbereiding op het EK. Hij speelde in twee wedstrijden in de groepsfase van het toernooi.

## Statistieken

### Beloften
| Seizoen         | Club                  | Competitie      | Competitie | Competitie | Totaal | Totaal |
| Seizoen         | Club                  | Competitie      | Wed.       | Dlp.       | Wed.   | Dlp.   |
| --------------- | --------------------- | --------------- | ---------- | ---------- | ------ | ------ |
| 2017/18         | Jong Sparta Rotterdam | Tweede divisie  | 26         | 21         | 26     | 21     |
| 2018/19         | Jong Sparta Rotterdam | Tweede divisie  | 10         | 4          | 10     | 4      |
| Totaal beloften | Totaal beloften       | Totaal beloften | 36         | 25         | 36     | 25     |

### Senioren
| Seizoen                                    | Club              | Land               | Competitie     | Competitie | Competitie | Beker | Beker | Internationaal | Internationaal | Totaal | Totaal |
| Seizoen                                    | Club              | Land               | Competitie     | Wed.       | Dlp.       | Wed.  | Dlp.  | Wed.           | Dlp.           | Wed.   | Dlp.   |
| ------------------------------------------ | ----------------- | ------------------ | -------------- | ---------- | ---------- | ----- | ----- | -------------- | -------------- | ------ | ------ |
| 2017/18                                    | Sparta Rotterdam  | Vlag van Nederland | Eredivisie     | 0          | 0          | 0     | 0     | —              | —              | 2      | 0      |
| 2018/19                                    | Sparta Rotterdam  | Vlag van Nederland | Eerste divisie | 36         | 10         | 1     | 0     | —              | —              | 37     | 10     |
| 2019/20                                    | Sparta Rotterdam  | Vlag van Nederland | Eredivisie     | 17         | 5          | 2     | 0     | —              | —              | 19     | 5      |
| 2019/20                                    | Brentford         | Vlag van Engeland  | Championship   | 4          | 0          | 3     | 0     | —              | —              | 7      | 0      |
| 2020/21                                    | Brentford         | Vlag van Engeland  | Championship   | 0          | 0          | 2     | 1     | —              | —              | 2      | 1      |
| 2020/21                                    | → FC Twente       | Vlag van Nederland | Eredivisie     | 9          | 0          | 1     | 0     | —              | —              | 10     | 0      |
| 2020/21                                    | → Galatasaray     | Vlag van Turkije   | Süper Lig      | 12         | 3          | 0     | 0     | 0              | 0              | 12     | 3      |
| 2021/22                                    | → Galatasaray     | Vlag van Turkije   | Süper Lig      | 28         | 4          | 1     | 1     | 4              | 0              | 33     | 5      |
| 2021/22                                    | Brentford         | Vlag van Engeland  | Premier League | 0          | 0          | 1     | 0     | —              | —              | 1      | 0      |
| 2022/23                                    | Brentford         | Vlag van Engeland  | Premier League | 1          | 0          | 1     | 0     | —              | —              | 2      | 0      |
| 2022/23                                    | → Burnley         | Vlag van Engeland  | Championship   | 8          | 1          | 1     | 0     | —              | —              | 9      | 1      |
| 2023/24                                    | Galatasaray       | Vlag van Turkije   | Süper Lig      | 14         | 0          | 2     | 2     | 4              | 2              | 20     | 4      |
| 2023/24                                    | → Hatayspor       | Vlag van Turkije   | Süper Lig      | 11         | 0          | 0     | 0     | —              | —              | 11     | 0      |
| 2024/25                                    | → Gaziantep FK    | Vlag van Turkije   | Süper Lig      | 29         | 3          | 4     | 0     | —              | —              | 33     | 3      |
| 2025/26                                    | → Çaykur Rizespor | Vlag van Turkije   | Süper Lig      | 0          | 0          | 0     | 0     | —              | —              | 0      | 0      |
| Carrièretotaal                             | Carrièretotaal    | Carrièretotaal     | Carrièretotaal | 169        | 26         | 19    | 4     | 8              | 2              | 198    | 32     |
| Bijgewerkt tot en met het seizoen 2024/25. |                   |                    |                |            |            |       |       |                |                |        |        |

1 Çetin ·
2 Alikulov ·
3 Pehlivan ·
4 Mocsi ·
5 Højer ·
6 Papanikolaou ·
8 Varesanovic ·
9 Sowe ·
10 Olawoyin ·
16 Yaşar ·
17 Bulut ·
18 Buljubašić ·
20 Özcan ·
21 Pinchi ·
30 Grbić ·
37 Şahin ·
45 Karapo ·
54 Pala ·
77 Zeqiri ·
Coach: Palut
1 Günok ·
2 Çelik ·
3 Demiral ·
4 Söyüncü ·
5 Yokuşlu ·
6 Tufan ·
7 Ünder ·
8 Toköz ·
9 Karaman ·
10 Çalhanoğlu ·
11 Yazıcı ·
12 Bayındır ·
13 Meraş ·
14 Antalyalı ·
15 Kabak ·
16 Ünal ·
17 B. Yılmaz  ·
18 R. Yılmaz ·
19 Kökçü ·
20 Ömür ·
21 Kahveci ·
22 Ayhan ·
23 Çakır ·
24 Aktürkoğlu ·
25 Müldür ·
26 Dervişoğlu ·
Coach: Güneş